# Treubiaceae
Treubiaceae là một họ Rêu tản duy nhất trong bộ Treubiales. Các loài trong họ này có kích thước lớn, có lá, và trước đây được xếp vào bộ Metzgeriales.